# Troisgots
Troisgots era una comuna francesa situada en el departamento de Mancha, de la región de Normandía, que el uno de enero de 2017 pasó a ser una comuna delegada de la comuna nueva de Condé-sur-Vire, a fusionarse con las comunas de Condé-sur-Vire y Le Mesnil-Raoult.

## Demografía
| Gráfica de evolución demográfica de Troisgots entre 1800 y 2014 |
|                                                                 |

Los datos demográficos contemplados en este gráfico de la comuna de Troisgots se han cogido de 1800 a 1999 de la página francesa EHESS/Cassini, y los demás datos de la página del INSEE.